# 天主教帕拉爾教區
天主教帕拉爾教區（拉丁語：Dioecesis Parralensis），是墨西哥一個天主教教區，屬奇瓦瓦總教區。
教區成立於1992年5月11日，位於奇瓦瓦州南部，教座位於帕拉爾。2003年有教友515,790人，佔總人口95.2%。有十七個堂區、司鐸卅四人。教區主教現時出缺。